# Laufenburg (Baden) Ost
Laufenburg (Baden) Ost – stacja kolejowa w Laufenburg (Baden), w kraju związkowym Badenia-Wirtembergia, w Niemczech. Posiada 2 perony.

## Połączenia
Na stacji zatrzymują się pociągi Regionalbahn.
Połączenia (stacje końcowe):
- Bazylea
- Lauchringen
- Singen (Hohentwiel)
- Waldshut-Tiengen